# Крутой вираж
Крутой вираж (англ. Brink!) — оригинальный фильм телеканала Disney, вышедший в прокат 22 августа 1998 года. Автор сценария Джефф Шехтер, режиссёр фильма Грег Биман. Сюжет фильма был вдохновлён книгой американской писательницы Мэри Мейпс Додж «Серебряные коньки».

## Сюжет
Старшеклассник Энди «Бринк» Бринкер всё время катается на однорядных роликовых коньках. Со временем он присоединяется к группе фигуристов, занимающихся роллерблейдингом (экстремальное катание на роликах), пытаясь таким образом решить финансовые проблемы своей семьи.

## В ролях
- Эрик фон Деттен — Энди «Бринк» Бринкер
- Сэм Хорриган — Вэл Хорриган
- Кристина Видал — Габриэлла Деллама
- Робин Райкер — Мэдди Бринкер
- Джеффри Блейк[англ.] — Джимми
- Патрик Левис[англ.] — Питер Калхун
- Джои Симмрин — Арн «Уорн»
- Эшер Голд — Джорди
- Уолтер Эмануэль Джонс — «Бумер»
- Патрик Левис[англ.] — Кэти Бринкер
- Дэвид Граф — Ральф Бринкер
- Кевин Клиффорд — Мусорщик
- Питер «Баллпарк Фрэнкс» Джулиус — Призрак вопросов

## Саундтреки
Оригинальная музыка написана Джоном Робинсоном, дополнительная музыка — Филом Маршаллом
- «Give» — The Suicide Machines
- «Sooner or Later» — Fastball
- «Luncher’s Quest» — Forkman Dunk
- «Apology» — Clarissa[англ.]
- «Come on Brink» — Марк Мэйсон и Рик Аллен[3]

## Восприятие
В 2012 году молодёжное социальное медиа «Complex» поставила фильм на первое место из списка в 25 лучших оригинальных фильмов телеканала Disney. В декабре 2015 года журналист Дилан Кикэм из еженедельного журнала «Entertainment Weekly» поставил фильм на четвёртое место в списке из тридцати «Оригинальных фильмов телеканала Disney». Автор списка отметил: «Наряду с весёлым ностальгическим жаргоном, фильм „Крутой вираж“ заслужил своё место в пантеоне фильмов, снятых телеканалом Disney, за счёт сочетания адреналина, драмы и золотого мальчика — Эрика фон Деттена». В марте 2016 года фильм занял 37 место в списке лучших фильмов Disney по версии телеканала MTV, состоящем из 99 кинокартин. В мае 2016 года журналист развлекательного веб-сайта «Collider» Обри Пейдж оценил каждую кинокартину из списка оригинальных фильмов телеканала Disney, снятую на тот момент. Пейдж поставил фильм Крутой вираж на 17 место, так обосновав своё решение: «С момента выхода в эфир, фильм „Крутой вираж“ стал классикой. И возможно, это лучший фильм о катании на роликовых коньках когда-либо снятый, возможно, единственный в своём роде».

## Съёмки фильма
Съёмки фильма проводились в городах Керкленд и Лос-Анджелес.
Сцены у X-Blade Warehouse были сняты в Skatelab Skatepark в городе Сими-Валли, штат Калифорния. Сцены катания на спуске с холма были сняты в Сан-Педро. Соревнования по фигурному катанию были сняты Zuma Beach в городе Малибу.
Актриса Бри Ларсон пробовалась на роль Кэти Бринкер, которая досталась Кэти Волдинг.